# Virgularia gracillima
Virgularia gracillima is een Pennatulaceasoort uit de familie van de Virgulariidae. De wetenschappelijke naam van de soort is voor het eerst geldig gepubliceerd in 1880 door  Albert von Kölliker. De soort werd ontdekt tijdens de Challenger-expeditie (1872-1876).